# Supercopa de Europa 1978
La Supercopa de Europa 1978 fue la 5.ª edición de la competición, se jugó entre el Liverpool (vencedor de la  Copa de Europa 1977-78) y el Anderlecht (vencedor de la Recopa de Europa 1977-78) a doble partido los días 4 y 19 de diciembre de 1978. El partido de ida, jugado en Anderlecht, terminó 3 a 1 para el equipo local. En el partido de vuelta, jugado en Liverpool, venció el Liverpool por 2 a 1. Por tanto, ganó el trofeo el Anderlecht por 4 a 3 en el global de la eliminatoria y consiguió así su 2º título.
Como incidencia cabe destacar que el partido jugado en Liverpool tuvo que ser interrumpido durante 20 minutos a causa de la densa niebla que había en el estadio de Anfield y que impedía seguir con normalidad el partido por la mala visibilidad en el terreno de juego.
| Bandera de Bélgica      | 4 - 3 | Bandera de Inglaterra |
| R. S. C. Anderlecht 3 1 | 4 - 3 | Liverpool F. C. 1 2   |
| ----------------------- | ----- | --------------------- |

## Equipos participantes
| Liverpool F. C.     |  | Inglaterra |  | Campeón de la Copa de Europa (1977-78)   |
| R. S. C. Anderlecht |  | Bélgica    |  | Campeón de la Recopa de Europa (1977-78) |

## Detalles de los encuentros

### Partido de ida
| 1          | POR        | Nico De Bree          |  |
| 2          | DEF        | François Van der Elst |  |
| 3          | DEF        | Hugo Broos            |  |
| 4          | DEF        | Johnny Dusbaba        |  |
| 5          | DEF        | Jean Thissen          |  |
| 7          | MED        | Arie Haan             |  |
| 8          | MED        | Ludo Coeck            |  |
| 9          | MED        | Franky Vercauteren    |  |
| 6          | DEL        | Benny Nielsen         |  |
| 10         | DEL        | Ruud Geels            |  |
| 11         | DEL        | Rob Rensenbrink       |  |
| Entrenador | Entrenador | Raymond Goethals      |  |

| 1          | POR        | Ray Clemence    |     |
| 2          | DEF        | Phil Neal       |     |
| 3          | DEF        | Alan Kennedy    |     |
| 4          | DEF        | Emlyn Hughes    |     |
| 6          | DEF        | Alan Hansen     |     |
| 5          | MED        | Ray Kennedy     |     |
| 8          | MED        | Jimmy Case      |     |
| 10         | MED        | Terry McDermott |     |
| 11         | MED        | Graeme Souness  |     |
| 7          | DEL        | Kenny Dalglish  |     |
| 9          | DEL        | David Johnson   | 54' |
| Entrenador | Entrenador | Bob Paisley     |     |

| 14 | MED | Steve Heighway | 54' |

| Anotado | 17' | Franky Vercauteren    | 1-0 |
| Anotado | 38' | François Van der Elst | 2-1 |
| Anotado | 87' | Rob Rensenbrink       | 3-1 |

| Anotado | 27' | Jimmy Case | 1-1 |

| Amonestado | 45' | Jean Thissen |

| Árbitro | Károly Palotai |

| 1          | POR        | Nico De Bree          |  |
| 2          | DEF        | François Van der Elst |  |
| 3          | DEF        | Hugo Broos            |  |
| 4          | DEF        | Johnny Dusbaba        |  |
| 5          | DEF        | Jean Thissen          |  |
| 7          | MED        | Arie Haan             |  |
| 8          | MED        | Ludo Coeck            |  |
| 9          | MED        | Franky Vercauteren    |  |
| 6          | DEL        | Benny Nielsen         |  |
| 10         | DEL        | Ruud Geels            |  |
| 11         | DEL        | Rob Rensenbrink       |  |
| Entrenador | Entrenador | Raymond Goethals      |  |

| 1          | POR        | Ray Clemence    |     |
| 2          | DEF        | Phil Neal       |     |
| 3          | DEF        | Alan Kennedy    |     |
| 4          | DEF        | Emlyn Hughes    |     |
| 6          | DEF        | Alan Hansen     |     |
| 5          | MED        | Ray Kennedy     |     |
| 8          | MED        | Jimmy Case      |     |
| 10         | MED        | Terry McDermott |     |
| 11         | MED        | Graeme Souness  |     |
| 7          | DEL        | Kenny Dalglish  |     |
| 9          | DEL        | David Johnson   | 54' |
| Entrenador | Entrenador | Bob Paisley     |     |

| 14 | MED | Steve Heighway | 54' |

| Anotado | 17' | Franky Vercauteren    | 1-0 |
| Anotado | 38' | François Van der Elst | 2-1 |
| Anotado | 87' | Rob Rensenbrink       | 3-1 |

| Anotado | 27' | Jimmy Case | 1-1 |

| Amonestado | 45' | Jean Thissen |

| Árbitro | Károly Palotai |

### Partido de vuelta
| 1          | POR        | Steve Ogrizovic  |  |
| 2          | DEF        | Phil Neal        |  |
| 3          | DEF        | Emlyn Hughes     |  |
| 4          | DEF        | Phil Thompson    |  |
| 6          | DEF        | Alan Hansen      |  |
| 5          | MED        | Ray Kennedy      |  |
| 8          | MED        | Jimmy Case       |  |
| 10         | MED        | Terry McDermott  |  |
| 11         | MED        | Graeme Souness   |  |
| 7          | DEL        | Kenny Dalglish   |  |
| 9          | DEL        | David Fairclough |  |
| Entrenador | Entrenador | Bob Paisley      |  |

| 1          | POR        | Jacky Munaron         |     |
| 2          | DEF        | Gilbert Van Binst     |     |
| 3          | DEF        | Matty Van Toorn       |     |
| 4          | DEF        | Johnny Dusbaba        |     |
| 5          | DEF        | Jean Thissen          |     |
| 7          | MED        | Arie Haan             |     |
| 8          | MED        | Ludo Coeck            |     |
| 9          | MED        | Franky Vercauteren    |     |
| 6          | DEL        | François Van der Elst |     |
| 10         | DEL        | Ruud Geels            | 46' |
| 11         | DEL        | Rob Rensenbrink       |     |
| Entrenador | Entrenador | Raymond Goethals      |     |

|  | DEL | Ronny Martens | 46' |

| Anotado | 13' | Emlyn Hughes     | 1-0 |
| Anotado | 87' | David Fairclough | 2-1 |

| Anotado | 71' | François Van der Elst | 1-1 |

| Árbitro | Nicolae Rainea |

| 1          | POR        | Steve Ogrizovic  |  |
| 2          | DEF        | Phil Neal        |  |
| 3          | DEF        | Emlyn Hughes     |  |
| 4          | DEF        | Phil Thompson    |  |
| 6          | DEF        | Alan Hansen      |  |
| 5          | MED        | Ray Kennedy      |  |
| 8          | MED        | Jimmy Case       |  |
| 10         | MED        | Terry McDermott  |  |
| 11         | MED        | Graeme Souness   |  |
| 7          | DEL        | Kenny Dalglish   |  |
| 9          | DEL        | David Fairclough |  |
| Entrenador | Entrenador | Bob Paisley      |  |

| 1          | POR        | Jacky Munaron         |     |
| 2          | DEF        | Gilbert Van Binst     |     |
| 3          | DEF        | Matty Van Toorn       |     |
| 4          | DEF        | Johnny Dusbaba        |     |
| 5          | DEF        | Jean Thissen          |     |
| 7          | MED        | Arie Haan             |     |
| 8          | MED        | Ludo Coeck            |     |
| 9          | MED        | Franky Vercauteren    |     |
| 6          | DEL        | François Van der Elst |     |
| 10         | DEL        | Ruud Geels            | 46' |
| 11         | DEL        | Rob Rensenbrink       |     |
| Entrenador | Entrenador | Raymond Goethals      |     |

|  | DEL | Ronny Martens | 46' |

| Anotado | 13' | Emlyn Hughes     | 1-0 |
| Anotado | 87' | David Fairclough | 2-1 |

| Anotado | 71' | François Van der Elst | 1-1 |

| Árbitro | Nicolae Rainea |

|                             |
| Bandera de Bélgica          |
| Campeón R. S. C. Anderlecht |
| 2.º Título                  |